# 内侍
内侍（ないし）は近代以前の日本の女性職の1種である。内侍には以下のものがある。
1. 令制下における、後宮の役所である内侍司（ないしのつかさ）に勤めた女官の総称。
2. 斎宮寮の女官の1種。
3. 斎院司の女官の1種。
4. 安芸国の厳島神社の巫女。

## 内侍司の内侍
天皇に近侍して、常時天皇への奏上や、天皇からの宣下を仲介すること及び賢所を管理すること等を職掌とした内侍司の女官の総称である。
長官を尚侍（ないしのかみ / しょうじ）（定員2名）、次官を典侍（ないしのすけ/てんじ）（定員4名）、判官を掌侍（ないしのじょう / しょうじ）
（定員4名）と称し、主典は欠くものの四等官制を採用していた。他に権掌侍（ごんのないしのじょう）という権官が置かれることもあり（定員2名）、また内侍に障りがあって出仕できない場合などに内侍代が臨時に任命されることもあった。ちなみに春宮坊に内侍職は置かれなかったが、内侍代は常置され、即位の後にはそのまま内侍に就くことになっていた。

## 斎宮寮の内侍
斎宮に近侍してその用を務めた。

## 斎院司の内侍
斎宮寮に同じく、斎王に近侍してその用を務めた。

## 厳島神社の内侍
厳島神社の女性神職（巫女）で、神事のほかに、同神社に参籠する貴人の旅情を慰めるために今様を朗詠したり舞楽などを行った。『厳島道芝記』の社家供僧内侍並諸役人神人之名の条には、一﨟から八﨟までの内侍の名を挙げ、これを「八乙女」と称し、また「本内侍」と称したことが見え、このほかにも「和琴内侍」や「韓神内侍」など、その数は十数人にも及んでいた。なお、平清盛の第7女で後白河院に召された御子姫君は、安芸守時代の清盛と、厳島内侍の間の子であるという。